# Un giorno verrà
Un giorno verrà è un romanzo storico e a sfondo sociale della scrittrice Giulia Caminito, pubblicato nel 2019.
il libro si è aggiudicato il Premio Fiesole.

## Trama
Lupo e Nicola Ceresa sono nati rispettivamente nel 1897 e nel 1899. Sono gli ultimi figli del panettiere Luigi e della moglie Violante, donna sfinita dai parti e quasi cieca. Sin dai loro primi anni, i due fratelli si rivelano opposti nel fisico e nel carattere: Nicola è un bambino debole e pauroso, mentre Lupo è un piccolo lavoratore infaticabile e un ribelle quasi incontenibile. Grazie a Lupo, Nicola è sempre difeso dalla violenza altrui e può studiare. Poi, nella notte, condividendo il letto, Nicola insegna a Lupo tutte le nuove parole apprese. Lupo vuole divenire un rivoluzionario, come il nonno Giuseppe, anarchico, e la lettura gli permette di comprendere manifesti e proclami. Amico dei due ragazzi è un giovane lupo che, ferito, è stato addomesticato dal ragazzo Lupo e passa il tempo con entrambi, obbediente.
Nello stesso paese c'è un convento di Clarisse, retto da una badessa di origine africana, suor Clara, detta la Moretta. Da lei viene la gente per consiglio e conforto. Nel monastero ha trovato un rifugio anche Nella, primogenita dei figli di Luigi Ceresa. Lupo e Nicola non sanno nulla di lei, perché nessuno ne ha mai parlato. Tutti gli altri fratelli sono morti, come anche il nonno. Sono costretti a chiedersi chi fosse questa Nella quando, ormai adolescenti, riordinano la camera dove tutti dormivano, ma non trovano risposte, tranne una foto del nonno che Lupo si mette in tasca, senza dir nulla al fratello. E gli anni passano: prima le guerre coloniali, quindi la prima guerra mondiale, intervallate da grandi eventi di protesta, come la settimana rossa, ai quali Lupo partecipa attivamente. Ma, pur di non andare al fronte, Lupo si fa storpiare da Nicola, con uno sparo alla gamba. Invece, nel 1917, quando arriva la chiamata per Nicola, il padre (che lo ritiene solo un peso), lo consegna immediatamente alle autorità.
Da molti luoghi, il Carso, il Piave, Nicola scrive a casa, ma non riceve mai risposta da Lupo. È un soldato modesto, ma benvoluto da tutti per la sua mitezza e perché scrive tante lettere per conto dei commilitoni. Finché un giorno si ammala e viene ricoverato, poi trasferito oltre le linee di combattimento. Giunge a casa, dove trova solo Violante: il padre si è nascosto, ma di Lupo nessuna notizia. Le missive che ha inviate, sono ancora chiuse sul tavolo della cucina. Nicola si sente tradito dal fratello al punto che, quando Lupo si fa rivedere e si attende di essere accolto a braccia aperte, gli tiene testa e lo costringe a stare sulla soglia per giorni. Nicola accusa Lupo di aver desiderato che morisse al fronte e rifiuta di incolpare Luigi di non averlo protetto, perché tutti hanno combattuto, tranne i pochi come Lupo, volontariamente disertori. Poi, col passare dei giorni, i rapporti si distendono e Nicola dice al fratello alcune verità.
Lupo crede di poter vendere la casa e il forno, ma Nicola lo avverte che le proprietà sono di Luigi ed essi non possono scavalcarlo, anzi non sono nemmeno suoi figli. Egli narra il terribile epilogo di una vicenda iniziata con le loro nascite. Nella, ragazzina ribelle e sfrontata, aveva provocato don Agostino, il parroco, che l'aveva violentata. Incinta, aveva partorito Lupo ed era stata inviata al convento. Ora la verità è nota, poiché don Agostino, dopo tanti anni di rimorso, ha lasciato una confessione scritta e si è impiccato. La badessa, la quasi leggendaria Moretta, attende Lupo e Nicola per un unico incontro con Nella, divenuta devota come una figlia e forse destinata a prenderne il posto alla sua morte. Quanto a Nicola, dopo che Violante aveva partorito una bimba morta, le era stato dato un piccino, un illegittimo di famiglia nobile; tuttavia la donna, sino alla morte, non aveva creduto nell'inganno. Ora Lupo vuole partire per il Canada, ma Nicola andrà con lui. Così i due vanno al convento perché Nella e Suor Clara li benedicano.

## Personaggi
Famiglia Ceresa
- Giuseppe, figlio di Carlo e fratello di Raffaele, panettieri, rifiuta il lavoro di famiglia per dedicarsi alla lotta politica: è anarchico e anticlericale.
- Luigi, figlio di Giuseppe, eredita il forno e disprezza il padre per i continui guai con le autorità.
- Violante, moglie di Luigi e madre dei suoi figli, è quasi cieca.
- Nella, primogenita di Luigi, ama il nonno Giuseppe e sogna di lottare con lui.
- Antonio, secondogenito di Luigi, aiuta nel forno, ma è ucciso da una fucilata accidentale.
- 'Adelaide, altra figlia di Luigi, sempre malata, muore giovanissima.
- Lupo, penultimo figlio di Luigi, bambino selvaggio: odia i preti e il padre.
- Nicola, ultimo figlio di Luigi, bambino debole, biondo e pallido, protetto da Lupo.
- Cane, un giovane lupo portato a casa da Lupo (il ragazzo): si fa addomesticare.

Religiosi
- Don Agostino, parroco di Serra de' Conti, dove vivono i Ceresa.
- Suor Clara o la Moretta, Maria Giuseppina Benvenuti, nata in Sudan come Zeinab Alif e quindi venduta come schiava: riscattata da un religioso, è badessa al convento di Serra de' Conti all'epoca del romanzo.
- Suor Anna, suor Evelina suor Nella, monache.

## Edizioni
- Giulia Caminito, Un giorno verrà, Milano: Romanzo Bompiani, 2019, ISBN 978-88-452-9633-8
- Giulia Caminito, Un giorno verrà, Firenze; Milano: Bompiani, 2022, ISBN 978-88-301-0628-4